# Верховский, Евгений Фёдорович
Евгений Фёдорович Верховский (1905—1986) — советский партизан Великой Отечественной войны, лейтенант Рабоче-крестьянской Красной Армии, Герой Советского Союза (1945).

## Биография
Евгений Верховский родился 27 ноября 1905 года в селе Нарожье (ныне — Семёновский район Полтавской области Украины) в семье крестьянина. Рано остался без родителей, которые были репрессированы советской властью, вследствие чего воспитывался в детском доме. В 1931 году Верховский окончил автомобильный техникум, после работал в Гомельском спиртотресте автомехаником.
В начале Великой Отечественной войны был призван на службу в Рабоче-крестьянскую Красную Армию, был шофёром армейского госпиталя. В ноябре 1941 года Верховский попал в плен, но вскоре бежал и организовал партизанскую группу, занимавшуюся диверсиями на шоссейных дорогах Гомель-Брянск и Гомель-Бахмач. Через некоторое время группа вошла в Черниговский областной партизанский отряд под командованием Алексея Фёдорова (с весны 1942 года — партизанское соединение). Верховский лично принимал участие в партизанских диверсиях на шоссейных и железных дорогах, уничтожил 5 автомашин и около 50 вражеских солдат и офицеров. Осенью 1942 года в одном из боёв он был тяжело ранен и был отправлен в тыл на излечение.
В мае 1943 года Верховский стал командиром партизанского отряда «Червонный», который входил в состав партизанского соединения под командованием Михаила Наумова. Он принимал активное участие в рейдах по вражеским тылам и диверсиях своего отряда. Так, в сентябре 1943 года отряд «Червонный» успешно провёл ряд диверсий на железной и шоссейной дорогах Киев-Житомир. Немецкие подразделения неоднократно пытались отремонтировать железную дорогу, но партизаны Верховского успешно пускали под откос эшелоны, портя железнодорожное полотно. Захватив немецкую радиомину, Верховский уничтожил с её помощью комендатуру станции Ивница. В конце октября 1943 года партизаны его отряда взорвали нефтебазу в Житомире, которая после взрыва горела в течение трёх дней.
Партизаны взорвали на железной дороге Киев-Житомир около 200 мин, парализовав на 50 дней и ночей движение по ней. Действия партизан отряда Верховского способствовали успешному освобождению Киева советскими войсками.
Указом Президиума Верховного Совета СССР от 2 мая 1945 года за «образцовое выполнение заданий командования в борьбе против немецких захватчиков в тылу противника и проявленные при этом отвагу и геройство» Евгений Верховский был удостоен высокого звания Героя Советского Союза с вручением ордена Ленина и медали «Золотая Звезда» за номером 7484.
После окончания войны в звании лейтенанта Верховский был уволен в запас. Работал директором Сальковского сахарного завода в посёлке Сальково Гайворонского района Кировоградской области Украинской ССР, скончался 21 октября 1986 года.
Был также награждён орденами Красного Знамени, Отечественной войны 1-й степени, Красной Звезды, «Знак Почёта», а также рядом медалей.